# بيتر إيكلس
بيتر إيكلس (بالإنجليزية: Peter Eccles)‏ (24 أغسطس 1962 في جمهورية أيرلندا - ) هو لاعب كرة قدم أيرلندي في مركز الدفاع. شارك مع منتخب جمهورية أيرلندا لكرة القدم. أما مع النوادي، فقد لعب مع ليستر سيتي ونادي دوندالك ونادي شامروك روفرز ونادي كروسيدرز وستافورد رينجرز وهوم فارم ‏ ودوري أيرلندا الحادي عشر ‏ وأثلون تاون ‏.

## وصلات خارجية
- بيتر إيكلس على موقع قاعدة بيانات كرة القدم.إي يو (الإنجليزية)